# Haliliye Belediye Spor Kulübü 2020-2021 (pallavolo)
Questa voce raccoglie le informazioni riguardanti l'Haliliye Belediye Spor Kulübü nelle competizioni ufficiali della stagione 2020-2021.

## Organigramma societario
Area direttiva
- Presidente: Mehmet Tatlı

Area tecnica
- Allenatore: Akif Gürgen (fino a ottobre), Aykut Lale (da ottobre)
- Allenatore in seconda: İmam Yıldırım
- Scoutman: Ahmet Şahin

## Rosa
| N° | Nome                | Ruolo | Data di nascita  | Nazionalità sportiva |
| -- | ------------------- | ----- | ---------------- | -------------------- |
| 1  | Furkan Gök          | P     | 1º gennaio 1998  | Turchia              |
| 2  | Enes Atlı           | S     | 5 novembre 1996  | Turchia              |
| 3  | Mert Tetik          | S     | 27 agosto 1993   | Turchia              |
| 4  | Metin Durmuş        | L     | 2 maggio 1989    | Turchia              |
| 5  | Mehmet Bebek        | C     | 10 luglio 1998   | Turchia              |
| 6  | Göktuğ Polat        | L     | 1º febbraio 1997 | Turchia              |
| 7  | Efe Er              | S     | 29 ottobre 1997  | Turchia              |
| 8  | Adrián Goide        | P     | 26 giugno 1998   | Cuba                 |
| 9  | Yordan Bisset       | O     | 21 ottobre 1994  | Cuba                 |
| 10 | Cüneyt Dağcı        | C     | 13 febbraio 1985 | Turchia              |
| 11 | Taha Işıldar        | P     | 21 luglio 1997   | Turchia              |
| 12 | Akif Yurtsal        | P     | 5 settembre 1989 | Turchia              |
| 12 | Morteza Sharifi     | S     | 27 maggio 1999   | Iran                 |
| 13 | Bünyamin Aslan      | C     | 13 agosto 1996   | Turchia              |
| 14 | Yosvany Hernández   | S     | 23 giugno 1991   | Cuba                 |
| 15 | Andrija Vilimanović | P     | 14 novembre 1995 | Serbia               |
| 16 | Ali İçmegiz         | S     | 11 maggio 1989   | Turchia              |

## Statistiche

### Statistiche di squadra
| Competizione     | Punti | In casa | In casa | In casa | In trasferta | In trasferta | In trasferta | Totale | Totale | Totale |
| Competizione     | Punti | G       | V       | P       | G            | V            | P            | G      | V      | P      |
| ---------------- | ----- | ------- | ------- | ------- | ------------ | ------------ | ------------ | ------ | ------ | ------ |
| Efeler Ligi      | 24    | 15      | 5       | 10      | 15           | 4            | 11           | 30     | 9      | 21     |
| Coppa di Turchia | 0     | 0       | 0       | 0       | 0            | 0            | 0            | 3      | 0      | 3      |
| Totale           | -     | 15      | 5       | 10      | 15           | 4            | 11           | 33     | 9      | 24     |

G = partite giocate; V = partite vinte; P = partite perse

### Statistiche dei giocatori
| Giocatore      | Campionato | Campionato | Campionato | Campionato | Campionato | Coppa di Turchia | Coppa di Turchia | Coppa di Turchia | Coppa di Turchia | Coppa di Turchia | Totale | Totale | Totale | Totale | Totale |
| Giocatore      | P          | PT         | AV         | MV         | BV         | P                | PT               | AV               | MV               | BV               | P      | PT     | AV     | MV     | BV     |
| -------------- | ---------- | ---------- | ---------- | ---------- | ---------- | ---------------- | ---------------- | ---------------- | ---------------- | ---------------- | ------ | ------ | ------ | ------ | ------ |
| B. Aslan       | 21         | 25         | 21         | 2          | 2          | 3                | 2                | 2                | 0                | 0                | 24     | 27     | 23     | 2      | 2      |
| E. Atlı        | 30         | 308        | 285        | 14         | 9          | 3                | 17               | 15               | 2                | 0                | 33     | 325    | 300    | 16     | 9      |
| M. Bebek       | 17         | 46         | 43         | 1          | 2          | 1                | 6                | 2                | 3                | 1                | 18     | 52     | 45     | 4      | 3      |
| Y. Bisset      | 28         | 443        | 397        | 25         | 21         | 2                | 41               | 38               | 2                | 1                | 30     | 484    | 435    | 27     | 22     |
| C. Dağcı       | 26         | 115        | 75         | 39         | 1          | 2                | 7                | 5                | 2                | 0                | 28     | 122    | 80     | 41     | 1      |
| M. Durmuş      | 29         | 0          | 0          | 0          | 0          | 3                | 0                | 0                | 0                | 0                | 32     | 0      | 0      | 0      | 0      |
| E. Er          | 15         | 13         | 12         | 0          | 1          | 2                | 5                | 4                | 1                | 0                | 17     | 18     | 16     | 1      | 1      |
| A. Goide       | 4          | 3          | 3          | 0          | 0          | 2                | 0                | 0                | 0                | 0                | 6      | 3      | 3      | 0      | 0      |
| F. Gök         | 4          | 2          | 0          | 1          | 1          | -                | -                | -                | -                | -                | 4      | 2      | 0      | 1      | 1      |
| Y. Hernández   | 16         | 319        | 260        | 26         | 33         | 2                | 42               | 36               | 4                | 2                | 18     | 361    | 296    | 30     | 35     |
| A. İçmegiz     | 29         | 133        | 85         | 30         | 18         | 2                | 12               | 7                | 2                | 3                | 31     | 145    | 92     | 32     | 21     |
| T. Işıldar     | 4          | 0          | 0          | 0          | 0          | -                | -                | -                | -                | -                | 4      | 0      | 0      | 0      | 0      |
| G. Polat       | 7          | 0          | 0          | 0          | 0          | 1                | 3                | 3                | 0                | 0                | 8      | 3      | 3      | 0      | 0      |
| M. Sharifi     | 7          | 93         | 73         | 5          | 15         | 0                | 0                | 0                | 0                | 0                | 7      | 93     | 73     | 5      | 15     |
| M. Tetik       | 26         | 76         | 61         | 13         | 2          | 3                | 8                | 5                | 1                | 2                | 29     | 84     | 66     | 14     | 4      |
| A. Vilimanović | 26         | 84         | 48         | 16         | 20         | 0                | 0                | 0                | 0                | 0                | 26     | 84     | 48     | 16     | 20     |
| A. Yurtsal     | 4          | 1          | 1          | 0          | 0          | 2                | 2                | 1                | 1                | 0                | 6      | 3      | 2      | 1      | 0      |

P = presenze; PT = punti totali; AV = attacchi vincenti; MV = muri vincenti; BV = battute vincenti